# David Schnegg
Pour les articles homonymes, voir Schnegg.
David Schnegg né le 29 septembre 1998 à Mils bei Imst en Autriche, est un footballeur international autrichien évoluant au poste d'arrière gauche au D.C. United.

## Biographie

### En club
Né à Mils bei Imst en Autriche, David Schnegg commence a carrière professionnelle au WSG Tirol, qui porte alors le nom de WSG Wattens et il évolue au poste d'ailier droit à ses débuts. Il joue son premier match le 9 mars 2018, lors d'une rencontre de deuxième division autrichienne contre le FC Wacker Innsbruck. Il est titularisé et son équipe s'incline par deux buts à un. Il inscrit son premier but dès sa troisième apparition, face au SC Austria Lustenau, en championnat. Son équipe l'emporte ce jour-là (2-0).
En juin 2019 il rejoint le LASK Linz.
Le 17 août 2020 David Schnegg est prêté pour une saison au WSG Tirol, où il fait donc son retour.
Le 11 juin 2021 est annoncé le transfert de David Schnegg au Venise FC, où il s'engage pour un contrat de trois ans.
Ne s'étant pas imposé en Italie, David Schnegg fait son retour en Autriche lors de l'été 2022. Il s'engage en faveur du Sturm Graz le 15 juin, pour un contrat courant jusqu'en juin 2026,.
Le 4 juillet 2024, David Schnegg est transféré à D.C. United en Major League Soccer.
Il marque son premier but pour D.C. United lors de son premier match de MLS, le 25 août 2024, face au FC Dallas. Il est titularisé et son équipe est battue par quatre buts à trois.

### En sélection
Le 4 septembre 2020, Schnegg joue son premier match avec l'équipe d'Autriche espoirs, face à l'Albanie. Il entre en jeu à la place d'Alexandar Borković lors de cette rencontre perdue par les Autrichiens (1-5). 
En juin 2023, David Schnegg est appelé pour la première fois avec l'équipe nationale d'Autriche par le sélectionneur Ralf Rangnick. Il ne joue toutefois aucun match lors de ce rassemblement et doit attendre le 7 septembre 2023, et un match amical contre la Moldavie pour honorer sa première sélection. Il est titularisé ce jour-là et les deux équipes se neutralisent (1-1 score final),. Sa prestation est saluée dans la presse pour sa première sous le maillot de l'Autriche.